# Florence Omagbemi
Florence Omagbemi (2 de fevereiro de 1975) é uma treinadora e ex-futebolista nigeriana que atuava como meia.

## Carreira
Florence Omagbemi integrou o elenco da Seleção Nigeriana de Futebol Feminino, nas Olimpíadas de 2000. 